# مسجد بزرگ سلیمانیه
مسجد جامع سلیمانیه (کردی: مزگه‌وتی گه‌ورهٔ سلێمانی‎)، که با نام مسجد بزرگ (کردی: مزگه‌وتی گه‌وره‎، ت. «Mizgewtî Gewre») نیز شناخته می‌شود، مسجدی تاریخی در شهر سلیمانیه در اقلیم کردستان عراق است. این مسجد همچنین با نام مسجد شیخ احمد نیز شناخته می‌شود، زیرا آرامگاه حاجی کاکه احمد، روحانی کرد نیکوکار که به بخشش غذا به نیازمندان معروف بود، در آن قرار دارد. مسجد در سال ۱۷۸۴ میلادی بنیان نهاده شد و در سال ۱۷۸۵ به‌دست ابراهیم پاشای بابان، از امیران خاندان بابان، ساخته شد. همچنین در این مسجد آرامگاهی برای محمود برزنجی، یکی از رهبران کردها که علیه قیمومت بریتانیا بر عراق جنگید، بنا شده است. این مسجد به‌عنوان نخستین مسجد شهر سلیمانیه شناخته می‌شود. در کنار ساختمان مسجد، آرامگاه خاندان بابان نیز قرار دارد؛ این خاندان قدرتمند که در جنگ چالدران به امپراتوری عثمانی یاری رساندند، بنیان‌گذاران شهر امروزی سلیمانیه نیز به‌شمار می‌روند.

## تاریخچه
این مسجد در آغاز با خشت گِلی و گل ساخته شده بود. در سال‌های ۱۹۴۰، ۱۹۵۰ و سرانجام در ۱۹۶۸، این مسجد به‌طور کامل با آجر بازسازی شد، با حفظ نقشهٔ اصلی و برخی جزئیات سازهٔ اولیه. منارهٔ مسجد در سال ۱۸۸۰ به دستور سلطان عبدالحمید دوم به آن افزوده شد. حاجی کاکه احمد در سال ۱۸۲۰ و در دوران بحران اقتصادی، یک غذاخوری در کنار مسجد افتتاح کرد تا غذای رایگان عرضه کند. او در سال ۱۸۸۷ درگذشت و در گوشه‌ای از مسجد به خاک سپرده شد، و آن گوشه بعدها به زیارتگاهی برای وی بدل شد.

## معماری

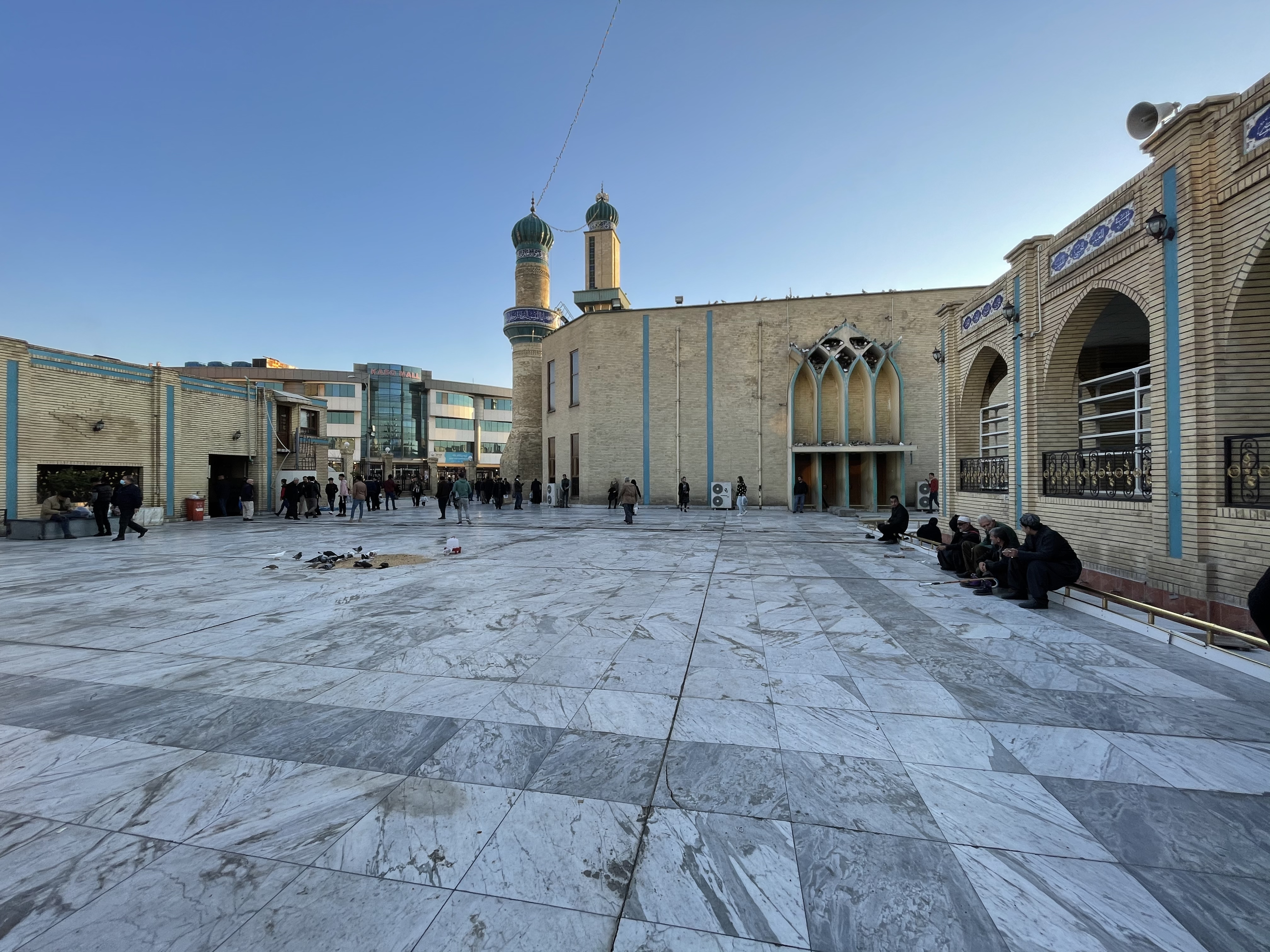
حیاط مسجد جامع سلیمانیه

ورودی مسجد در شمال آن قرار دارد و به حیاط باز می‌شود. سپس در سمت شمالی مسجد، راهرویی طولانی واقع شده است. نمازخانه‌ای نیز ویژه فصل تابستان ساخته شده و در سمت چپ آن، اتاقی برای مدرسان علوم دینی و همچنین کتابخانه‌ای بزرگ وجود دارد که دربردارندهٔ کتاب‌های ارزشمند دینی است. شبستان اصلی مسجد در گسترش‌های بعدی با پیروی از الگوی معماری کلاسیک اسلامی ساخته شد و هم‌زمان یادآور سبک خشت‌گِلی بنای اولیه است. آیات قرآنی بر نمای آن نوشته شده‌اند.
در کنار شبستان، گذرگاهی به سوی آرامگاه شاهی خاندان بابان وجود دارد که گنبدی بر فراز آن قرار دارد. آرامگاه حاجی کاکه احمد و نوه‌اش محمود برزنجی نیز در اتاقی در یکی از گوشه‌های مسجد واقع شده و ضریحی برای آن‌ها ساخته شده است.

## کاربری
مسجد همچنان برای اقامهٔ نمازهای روزانه فعال است. غذاخوری وابسته به مسجد هنوز دایر است و به نیازمندان غذا می‌رساند. این مکان در ماه رمضان نیز وعده‌های افطار را فراهم می‌کند. در حال حاضر، سرپرستی مسجد را محمد شیخ سالار، از نوادگان حاجی کاکه احمد، بر عهده دارد.